# Eurytoma istriana
Eurytoma istriana is een vliesvleugelig insect uit de familie Eurytomidae. De wetenschappelijke naam is voor het eerst geldig gepubliceerd in 1851 door Schmidt.